# Кабиньо
Эванилдо Кастро Силва (порт. Evanivaldo Castro Silva более известный, как Кабиньо порт. Cabinho ; род. 28 апреля 1949 года в Салвадор, Бразилия) — бразильский футболист, нападающий, известный по выступлениям за клубы «Атланте» и УНАМ Пумас. Лучший бомбардир в истории чемпионата Мексики.

## Клубная карьера
Кабиньо начал профессиональную карьеру в клубе «Фламенго». В своём первом сезоне он сыграл всего в шести матчах и забил один гол. По окончании сезона Кабиньо покинул команду и без особого успеха на протяжении четырёх лет выступал за «Португеза Деспортос» и «Атлетико Минейро», выходя в основном на замену.
В 1974 году Кабиньо покинул Бразилию и стал футболистом мексиканского УНАМ Пумас. В первом сезоне он забил 16 голов. В 1977 году в Кабиньо стал чемпионом Мексики и лучшим бомбардиром чемпионата. В составе «пум» он ещё четыре раз выиграл трофей лучшего бомбардира. В 1979 году Кабиньо перешёл в «Атланте» и ещё три раза выиграл гонку лучших снайперов первенства Мексики. За три года он забил за команду 102 гола. В 1982 году Кабиньо перешёл в «Леон» и помог клубу выйти в полуфинал чемпионата Мексики. В 1985 году он в восьмой раз стал лучшим бомбардиром мексиканской Примеры.
В 1985 году Кабиньо вернулся на родину в «Пайсанду», но уже через год вновь вернулся в Мексику. В 1988 году он завершил карьеру в УАНЛ Тигрес в возрасте 39 лет.
В 2002 году Кабиньо тренировал Лобос БУАП.

## Достижения
Командные
 УНАМ Пумас
- Чемпионат Мексики по футболу — 1976/1977

Индивидуальные
- Лучший бомбардир Лиги MX (8) — 1976, 1977, 1978, 1979, 1980, 1981, 1982, 1985